# Myzomorphus
Myzomorphus is een kevergeslacht uit de familie van de boktorren (Cerambycidae). De wetenschappelijke naam van het geslacht werd voor het eerst geldig gepubliceerd in 1835 door Dejean.

## Soorten
Myzomorphus omvat de volgende soorten:
- Myzomorphus amabilis (Tippmann, 1960)
- Myzomorphus flavipes Galileo, 1987
- Myzomorphus gounellei Lameere, 1912
- Myzomorphus herteli Gilmour, 1960
- Myzomorphus poultoni Lameere, 1912
- Myzomorphus quadripunctatus (Gray, 1831)
- Myzomorphus scutellatus Sallé, 1849
- Myzomorphus sparsimflabellatus Zajciw, 1963